# Broken Hill Municipality
Broken Hill Municipality är en region i Australien. Den ligger i delstaten New South Wales, i den sydöstra delen av landet, omkring 940 kilometer väster om delstatshuvudstaden Sydney. Antalet invånare är 19 048.
Följande samhällen finns i Broken Hill Municipality:
- Broken Hill

Omgivningarna runt Broken Hill Municipality är i huvudsak ett öppet busklandskap. Trakten runt Broken Hill Municipality är nära nog obefolkad, med mindre än två invånare per kvadratkilometer. Genomsnittlig årsnederbörd är 299 millimeter. Den regnigaste månaden är februari, med i genomsnitt 82 mm nederbörd, och den torraste är oktober, med 1 mm nederbörd.